# رؤیای نوجوانی: شیرینی کامل
«رویای نوجوانی : شیرینی کامل» (به انگلیسی: Teenage Dream: The Complete Confection) آلبومی از هنرمند اهل ایالات متحده آمریکا کیتی پری است که در ۲۳ مارس ۲۰۱۲ منتشر شد.
این آلبوم در چارت‌ های استرالیا، فرانسه، نیوزلند جزو ده آلبوم اول قرار گرفت.